# Бухгольтерберг
Бухгольтерберг (нім. Buchholterberg) — громада  в Швейцарії в кантоні Берн, адміністративний округ Тун.

## Географія
Громада розташована на відстані близько 24 км на південний схід від Берна.
Бухгольтерберг має площу 15,3 км², з яких на 6,3% дозволяється будівництво (житлове та будівництво доріг), 57,8% використовуються в сільськогосподарських цілях, 34,9% зайнято лісами, 1% не є продуктивними (річки, льодовики або гори).

## Демографія
2019 року в громаді мешкало 1523 особи (+0,2% порівняно з 2010 роком), іноземців було 3,5%. Густота населення становила 99 осіб/км².
За віковим діапазоном населення розподілялося таким чином: 21,9% — особи молодші 20 років, 57,6% — особи у віці 20—64 років, 20,5% — особи у віці 65 років та старші. Було 633 помешкань (у середньому 2,4 особи в помешканні).
Із загальної кількості 499 працюючих 178 було зайнятих в первинному секторі, 80 — в обробній промисловості, 241 — в галузі послуг.